# Катастрофа Boeing 737 в Казани
Катастрофа Boeing 737 в Казани — крупная авиационная катастрофа, произошедшая в воскресенье 17 ноября 2013 года в аэропорту Казани. Авиалайнер Boeing 737-500 авиакомпании «Татарстан» выполнял регулярный внутренний рейс U9-363 по маршруту Москва—Казань, но при заходе на посадку в пункте назначения рухнул на землю около взлётной полосы. Погибли все находившиеся на его борту 50 человек — 44 пассажира и 6 членов экипажа.
Это крупнейшая (по количеству погибших) авиакатастрофа 2013 года.

## Самолёт
Boeing 737-500 (регистрационный номер VQ-BBN, заводской 24785, серийный 1882) был выпущен в 1990 году (первый полёт совершил 18 июня под тестовым б/н N35135). Оснащён двумя турбовентиляторными двигателями CFM International CFM56-3B1.
Эксплуатировался авиакомпаниями:
- Euralair Horizons[англ.] — с 13 июля 1990 года по 1 июня 1992 года,
- Air France — с 1 июня 1992 года по 15 июля 1995 года (в обеих летал под одним б/н F-GGML),
- Uganda Airlines — с 15 июля 1995 года по 17 февраля 2000 года (борт 5X-USM),
- Rio Sul — с 17 февраля 2000 года по 1 сентября 2005 года (борт PT-SSI),
- Blue Air — с 1 сентября 2005 года по 17 мая 2008 года (борт YR-BAB),
- Bulgaria Air — с 17 мая по 19 декабря 2008 года (борт LZ-BOY).

19 декабря 2008 года был взят в лизинг российской авиакомпанией «Татарстан» и получил бермудский бортовой номер VQ-BBN. На день катастрофы 23-летний авиалайнер совершил 36 395 циклов «взлёт-посадка» и налетал 51 547 часов.

## Экипаж и пассажиры
Состав экипажа рейса U9-363 был таким:
- Командир воздушного судна (КВС) — 47-летний Рустем Габдрахманович Салихов. Проработал в авиакомпании «Татарстан» 21 год (с 1992 года). Управлял самолётами Ан-24, Ан-26, Ту-134, Ту-154 и Ил-86 (в качестве штурмана; количество лётных часов на них неизвестно). В 2008 году прошёл переподготовку на пилота, управлял самолётами Ан-2 и «Пайпер М» (общий налёт на них 275 часов). В должности командира Boeing 737 — с 14 марта 2013 года (до этого с 15 марта 2010 года управлял им в качестве второго пилота). Налетал 2784 часа, 2509 из них на Boeing 737 (527 из них в качестве КВС)[3].
- Второй пилот — 47-летний Виктор Никифорович Гуцул. Проработал в авиакомпании «Татарстан» 5 лет (с 2008 года). Управлял самолётами Як-42 (в качестве бортмеханика), NG4 и Diamond DA42. В должности второго пилота Boeing 737 — с 17 января 2011 года. Налетал 2093 часа, 1943 из них на Boeing 737.

В салоне самолёта работали четверо бортпроводников:
- Нурия Дафиятовна Зарифуллина, 55 лет — старший бортпроводник.
- Инга Рафаилевна Гарифуллина, 42 года.
- Ольга Станиславовна Кабанова, 25 лет.
- Дамир Фардатович Хайдаров, 24 года.

| Гражданство    | Пассажиры | Экипаж | Всего |
| -------------- | --------- | ------ | ----- |
| Россия         | 42        | 6      | 48    |
| Великобритания | 1         | 0      | 1     |
| Украина        | 1         | 0      | 1     |
| Всего          | 44        | 6      | 50    |

Среди пассажиров на борту самолёта находились:
- Донна Булл (англ. Donna Bull), гражданка Великобритании, преподаватель колледжа Беллебрис[англ.][6].
- Александр Антонов, глава Управления ФСБ по Республике Татарстан[7].
- Диана Гаджиева, советский и российский учёный-востоковед. Старший преподаватель кафедры арабской филологии ДГУ[8].
- Ирек Минниханов, сын президента Республики Татарстан Рустама Минниханова[7].
- Семья спортивного журналиста ВГТРК и спортивного комментатора телеканала «Россия-2» Романа Скворцова (супруга Эллина и падчерица Даша)[9].
- Гульнара Рашитова, шахматистка[10].

Всего на борту самолёта находились 50 человек — 6 членов экипажа и 44 пассажира (в их числе 2 несовершеннолетних)

## Хронология событий

### Предшествующие обстоятельства
Рейс U9-363 вылетел из аэропорта Домодедово в 18:25 MSK (14:25 UTC) и взял курс на Казань.
Прогноз погоды по аэропорту Казань на период с 14:00 UTC 17 ноября до 14:00 UTC 18 ноября предусматривал — ветер у земли 240° 9 м/сек, порывы 15 м/сек, видимость 10 километров, облачность разбросанная с высотой нижней границы облачности (ВНГО) 210 метров, сплошная кучево-дождевая ВНГО 390 метров, умеренное обледенение в облаках, умеренная турбулентность в приземном слое, временами видимость 1200 метров, ливневый дождь, облачность значительная ВНГО 120 метров, значительная кучево-дождевая ВНГО 300 метров.
Фактическая погода в аэропорту Казань на момент катастрофы была — ветер 220° 7 м/сек, порывы 10 м/сек, ветер на высоте круга 250° 16 м/сек, видимость 10 километров, слабый дождь со снегом, облачность сплошная (8 октантов) слоисто-кучевая, разорванно-дождевая ВНГО 220 метров, в облаках слабое обледенение.

### Подлёт к Казани
При подходе к аэропорту авиадиспетчер проинформировал пилотов рейса 363 о боковом уклонении от оси трассы около 4 километров. Запросов на корректировку курса от экипажа и предложений от диспетчера не поступало. Заход производился на ВПП №29 на курсе 292° по курсоглиссадной системе (ИЛС) в автоматическом режиме. Спаренный 3-4 разворот был выполнен со значительным «проворотом». После выхода из разворота самолёт оказался значительно правее курса захода. Для выхода на посадочный курс экипаж взял курс 250° в режиме автопилота. В процессе выхода в равносигнальную зону было выполнено снижение до высоты около 300 метров над уровнем ВПП в режиме заданной вертикальной скорости. Захват курсового маяка произошёл в 2 километрах от торца ВПП, после чего был выполнен автоматический доворот на посадочный курс. Из-за значительной высоты полёта (около 300 метров), которая выдерживалась автопилотом в режиме стабилизации высоты, захват глиссадного маяка не произошёл.
После прохода ближнего маркерного маяка экипаж, оценив положение самолёта относительно ВПП как «непосадочное», доложил об этом авиадиспетчеру и начал уход на второй круг в режиме автомата тяги TOGA («TAKEOFF/GO AROUND»). Задействованный в процессе захода на посадку один из двух автопилотов был автоматически отключён, и дальнейший полёт осуществлялся в ручном режиме.

### Катастрофа
Двигатели вышли на расчётный режим (~83 % по N1), который сохранялся практически до катастрофы. Пилоты убрали закрылки из положения 30° в положение 15°. Под действием кабрирующего момента, возникшего из-за увеличения тяги двигателей и уборки закрылков, лайнер перешёл в набор высоты, угол тангажа достиг величины около 25°. Приборная скорость начала уменьшаться, а горизонтальные хвостовые стабилизаторы, наиболее вероятно автоматически («SPEED TRIM SYSTEM»), стали перекладываться на пикирование. Экипаж убрал шасси самолёта.
С момента начала ухода на второй круг самолётом ни КВС, ни второй пилот не предпринимали активных действий по штурвальному управлению. Общая продолжительность ведения радиосвязи с авиадиспетчером после начала ухода на второй круг составила около 16 секунд. После уменьшения скорости с 278 км/ч до 231 км/ч при угле тангажа 25° экипаж начал управляющие действия колонкой штурвала по уменьшению угла тангажа, которые привели к прекращению набора высоты, началу снижения самолёта и росту приборной скорости.
Минимальное зарегистрированное значение приборной скорости составило 217 км/ч, максимальная высота 700 метров над уровнем ВПП (согласно схеме захода, при уходе на второй круг должна быть занята высота круга 500 метров). Максимальные углы атаки в процессе полёта не превышали эксплуатационных ограничений.
Лайнер перешёл в резкое снижение с высоты 700 метров. В кабине экипажа зазвучали сигналы GPWS, предупреждавшие об опасном сближении с землёй. Значительных отклонений штурвала на кабрирование не последовало, вертикальная перегрузка перешла к отрицательным значениям. В 19:23 MSK между ВПП №11/29 и магистральной РД (около 1850 метров после пролёта торца ВПП №29) рейс U9-363 врезался в землю и полностью разрушился. Столкновение с землёй произошло на скорости более 450 км/ч и под углом около 75°. С момента начала ухода на второй круг до конца записи бортовых самописцев прошло 45 секунд, падение длилось около 20 секунд. Все 50 человек на борту самолёта погибли. По количеству погибших это крупнейшая авиакатастрофа 2013 года.

### Расшифровка переговоров
Расшифровка последних 8 минут полёта рейса 363 (из официального отчёта МАК).
Сокращения
- КВС: Командир Воздушного Судна — Рустем Габдрахманович Салихов
- 2П: Второй пилот — Виктор Никифорович Гуцул
- Ди: Диспетчер
- ***: Неизвестный
- (нрзб) — неразборчиво

Расшифровка
| 15:15:24 | КВС  | Speed 2-3-0 set.                                                                      |
| 15:15:25 | 2П   | Check.                                                                                |
| 15:15:40 | КВС  | 2 мили боковая так и держится, блин.                                                  |
| 15:15:43 | КВС  | Shift я и имею в виду.                                                                |
| 15:15:45 | 2П   | А у меня наоборот, даже воз… возросла, две и три мили правая.                         |
| 15:15:49 | КВС  | Не, ну у меня тоже два и ноль, сейчас два и три стало, то же самое. Правая, да.       |
| 15:16:29 | КВС  | Ничего там нет, да, посмотри.                                                         |
| 15:16:35 | 2П   | Не-а, чисто.                                                                          |
| 15:16:37 | КВС  | Чисто всё, да?                                                                        |
| 15:16:38 | КВС  | На шишке тоже ничего нет?                                                             |
| 15:16:39 | 2П   | Да. Так я на неё и смотрю.                                                            |
| 15:16:43 | 2П   | Нет, ничего нет, чисто.                                                               |
| 15:17:07 | Ди   | Татарстан 363, рано третий.                                                           |
| 15:17:11 | КВС  | На ветер поворачивает. Вот зараза, бл…ь.                                              |
| 15:17:13 | 2П   | Принял, Татарстан 363.                                                                |
| 15:17:15 | Ди   | Боковое 6, радикальное 9.                                                             |
| 15:17:18 | 2П   | Приняли, спасибо.                                                                     |
| 15:17:22 |      | Звуковой сигнал F=500Гц.                                                              |
| 15:17:25 | КВС  | Flaps one.                                                                            |
| 15:17:35 | КВС  | Чистоплюи хреновы, блин.                                                              |
| 15:17:42 | КВС  | Когда они такие стали честными, блин, а?                                              |
| 15:17:52 | КВС  | Unable.                                                                               |
|          | 2П   | Unable next altitude.                                                                 |
| 15:17:57 | КВС  | На третьем пятьсот, ска…                                                              |
| 15:17:59 | 2П   | Татарстан 363, на третьем, 500.                                                       |
| 15:18:02 | Ди   | Татарстан 363, выполняйте спаренный третий и четвёртый.                               |
| 15:18:06 | 2П   | Выполняем спаренный третий и четвёртый, Татарстан 363.                                |
| 15:18:12 | 2П   | Он нам, зарубил такую, твой расчёт.                                                   |
| 15:18:15 | КВС  | Ну не говори. блин, я уж думаю.                                                       |
| 15:18:17 | 2П   | Flaps.                                                                                |
| 15:18:18 | 2П   | Five (нрзб), ara available.                                                           |
| 15:18:21 | 2П   | Flaps five.                                                                           |
| 16:18:23 | 2П   | One eight zero — check.                                                               |
| 15:18:34 | 2П   | Курс, курс (нрзб).                                                                    |
| 15:18:42 | 2П   | Alt hold.                                                                             |
| 15:18:44 | КВС  | Не понял.                                                                             |
| 15:18:46 | КВС  | Это чё за ерунда?                                                                     |
| 15:18:47 | 2П   | А, «заворлочу», о, а чё даёт?                                                         |
| 15:18:53 | КВС  | Что-то непонятно, «заворлочил» его.                                                   |
| 15:18:56 | 2П   | 111 и 7, 111 и 7, что?                                                                |
| 15:18:59 | 2П   | Это что такое?                                                                        |
| 15:19:01 | Ди   | Татарстан 363, работайте со Стартом 120 запятая 3.                                    |
| 15:19:05 | 2П   | Со Стартом 120 и 3, Татарстан 363.                                                    |
| 15:19:07 | 2П   | Что-то тоже не понял, как будто мы её про… проскочили, что ли?                        |
| 15:19:12 | 2П   | Казань-Старт, Татарстан 363, добрый вечер, на рубеже 500.                             |
| 15:19:16 | КВС  | Как по курсу идём?                                                                    |
| 15:19:17 | Ди   | Татарстан 363, Казань-Старт, добрый вечер, удаление 14 километров, правее курса.      |
| 15:19:23 | 2П   | А, приняли, правее курса, Татарстан 363.                                              |
| 15:19:27 | КВС  | Видишь сколько Shift-а, бл…ь.                                                         |
| 15:19:34 | 2П   | Так, flaps 10 available.                                                              |
| 15:19:36 | КВС  | Flaps 10.                                                                             |
| 15:19:53 | 2П   | Влево.                                                                                |
| 15:19:58 | 2П   | А, ещё (нрзб)?                                                                        |
| 15:20:02 | 2П   | Нас просит влево.                                                                     |
| 15:20:09 | КВС  | Gear down.                                                                            |
| 15:20:10 | 2П   | Gear down.                                                                            |
| 15:20:12 | 2П   | Давай approach… не проскочить.                                                        |
| 15:20:15 | КВС  | Flaps fifteen.                                                                        |
| 15:20:16 | 2П   | Flaps fifteen.                                                                        |
| 15:20:18 | 2П   | Speed 1-5-0.                                                                          |
| 15:20:19 | КВС  | 1-5-0.                                                                                |
| 15:20:23 | 2П   | Speed brake, ARM check.                                                               |
| 15:20:25 | 2П   | Landing procedure.                                                                    |
| 15:20:28 | 2П   | Так, фары сейчас включу. Мешают, да?                                                  |
| 15:20:29 | КВС  | Landing check list.                                                                   |
| 15:20:30 | КВС  | Не надо.                                                                              |
| 15:20:31 | 2П   | Убираю.                                                                               |
| 15:20:32 | 2П   | Flaps thirty.                                                                         |
| 15:20:35 | 2П   | 1-3-3.                                                                                |
| 15:20:39 | 2П   | Check, 1-3-3.                                                                         |
| 15:20:44 | ***  | 1-3-3 всё стоит, есть.                                                                |
| 15:20:46 | ***  | Шасси выпущены зелёные, это есть, это есть, всё, так.                                 |
| 15:20:49 | КВС  | Что-то у нас ни посадочного положения, нигде нету, ни того, ни сего, 4 мили осталось. |
| 15:20:54 | КВС  | Ну, сейчас выскочит на Go… Go Around нажмём.                                          |
| 15:20:57 | КВС  | Ничего страшного.                                                                     |
| 15:20:59 | 2П   | Он, влево ещё просит, поэтому я смотрю (нрзб).                                        |
| 15:21:05 | КВС  | Она даже не отходит, блин.                                                            |
| 15:21:13 | 2П   | Check list.                                                                           |
| 15:21:19 | 2П   | Landing gear. Down, 3 green.                                                          |
| 15:21:20 | КВС  | Down 3 green.                                                                         |
| 15:21:21 | 2П   | Flaps thirty, green line, detent.                                                     |
| 15:21:24 | Ди   | Татарстан 363, готовность?                                                            |
| 15:21:27 | КВС  | Скажи, что готовы.                                                                    |
| 15:21:28 | 2П   | Татарстан 363 в глиссаде, шасси выпущены, к посадке готовы.                           |
| 15:21:34 | Ди   | Татарстан 363, ветер 220 градусов, 8 метров. Порывы 12, полоса 29, посадку разрешаю.  |
| 15:21:41 | 2П   | Посадку разрешили, Татарстан 363.                                                     |
| 15:21:44 | 2П   | Что-то непонятно, я не вижу.                                                          |
| 15:21:52 | КВС  | Щас, двести семьдесят спустимся.                                                      |
| 15:21:54 | КВС  | Есть, видно что-нибудь, нет?                                                          |
| 15:21:55 | 2П   | Пока не вижу.                                                                         |
| 15:22:01 | 2П   | Такое ощущение, что мы…                                                               |
| 15:22:03 | КВС  | Чуть что, уйдём сейчас.                                                               |
| 15:22:04 | 2П   | Да, не туда идём.                                                                     |
| 15:22:19 | 2П   | VOR/LOC capture.                                                                      |
| 15:22:20 | ***  | Set runway heading.                                                                   |
| 15:22:21 | КВС  | Как по глиссаде?                                                                      |
| 15:22:24 | GPWS | ONE THOUSAND.                                                                         |
|          | 2П   | Мы уже.                                                                               |
| 15:22:25 | КВС  | One thousand stabilized, no flags.                                                    |
| 15:22:27 | 2П   | Так, 2-9-2 есть.                                                                      |
| 15:22:28 | 2П   | А, всё, вот, полоса под нами.                                                         |
| 15:22:31 | 2П   | Не, высоко идём.                                                                      |
| 15:22:32 | 2П   | Четыре белых, высоко идём.                                                            |
| 15:22:34 | КВС  | Где видишь, я не вижу, где она?                                                       |
| 15:22:35 | 2П   | Вот она полоса, здесь. Нет. Go Around, уходим.                                        |
| 15:22:37 | КВС  | Go Around, скажи Go Around.                                                           |
| 15:22:38 | КВС  | Уходим на второй круг, непосадочное положение.                                        |
| 15:22:40 | 2П   | Татарстан 363, уходим на второй круг, непосадочное положение.                         |
| 15:22:45 | Ди   | Татарстан 363, набирайте 500 метров, работайте с Кругом 119 запятая 4.                |
| 15:22:48 | КВС  | Flaps fifteen?                                                                        |
| 15:22:51 | 2П   | Э, набираем 600 метров, правильно? И с Кругом 119 и 4?                                |
| 15:22:54 | КВС  | Хорошо.                                                                               |
|          | КВС  | Пятнадцать!                                                                           |
| 15:22:56 | Ди   | Татарстан 363, набирайте 500 метров, и с Кругом.                                      |
| 15:22:58 | 2П   | 500 метров 119 и 4, Татарстан 363.                                                    |
| 15:23:06 | КВС  | Отлично.                                                                              |
|          | 2П   | Gear.                                                                                 |
| 15:23:08 | КВС  | Gear up.                                                                              |
| 15:23:09 |      | Звуковой сигнал F=500Гц.                                                              |
| 15:23:10 | 2П   | Gear up.                                                                              |
| 15:23:11 | 2П   | Все.                                                                                  |
| 15:23:13 | 2П   | 500 метров, тысяча семьсот есть.                                                      |
| 15:23:19 | 2П   | Чё такое?                                                                             |
| 15:23:21 | GPWS | SINK RATE! PULL UP! PULL UP!                                                          |
| 15:23:23 | 2П   | Рустик?                                                                               |
| 15:23:24 | 2П   | Рустик?!                                                                              |
| 15:23:25 |      | Звуковой сигнал F=500Гц.                                                              |
|          | КВС  | Чё?                                                                                   |
| 15:23:26 | 2П   | Куда мы?                                                                              |
| 15:23:27 | GPWS | BANK ANGLE!                                                                           |
| 15:23:28 |      | Конец записи.                                                                         |

## Реакция
Сразу после катастрофы аэропорт Казани был закрыт на сутки. Поисково-спасательные, следственные, охранные и медико-психологические работы на месте катастрофы проводили 1,5 тысячи специалистов разных ведомств и 240 единиц техники.
День 18 ноября 2013 года был объявлен в Республике Татарстан днём траура, которого придерживались также некоторые федеральные телевизионные СМИ.

## Расследование
Техническое расследование причин катастрофы рейса U9-363 проводил Межгосударственный авиационный комитет (МАК) при участии представителей Росавиации и других ведомств.
На месте катастрофы были обнаружены оба бортовых самописца, они имели значительные повреждения.
19 ноября 2013 года МАК заявил, что информация с параметрического самописца расшифрована. В ходе предварительной расшифровки установлено, что после захода на посадку самолёт оказался, по сообщению экипажа, в «непосадочном положении» относительно ВПП. Пилоты увеличили тягу двигателей для прекращения снижения и ухода на второй круг. Под действием кабрирующего момента и в отсутствие управляющих действий со стороны экипажа самолёт перешёл в набор высоты с большим углом тангажа. Приборная скорость упала со 278 км/ч до 231 км/ч. После этого экипаж резко отдал штурвал от себя, в результате чего самолёт перешёл в вертикальное пикирование и врезался в землю на скорости около 450 км/ч. Все системы и двигатели самолёта были исправны и работали в штатном режиме до момента столкновения самолёта с землёй.
В сообщении МАК также указывалось, что в контейнере речевого регистратора отсутствовал записывающий блок, но 20 ноября было сообщено, что он был найден среди обломков самолёта и отправлен на расшифровку. По решению МАК, запись речевого самописца обнародоваться не будет.
28 и 29 ноября 2013 года МАК опубликовал два заявления, в которых на основании предварительной расшифровки записи речевых регистраторов выданы технические рекомендации о подготовке лётного персонала, организации радиопереговоров диспетчеров с пилотами и проведении конференции по эксплуатации самолётов Boeing 737.
В конце августа 2014 года к выяснению причин катастрофы подключились разработчики самолёта — специалисты американской компании «Boeing», а также эксперты из Франции, где были произведены двигатели разбившегося самолёта.
16 сентября 2014 года инженерно-техническая подкомиссия сделала вывод об исправности самолёта перед катастрофой — на записях средств объективного контроля, а также на сохранившихся деталях, узлах и агрегатах планера, двигателей и систем, включая систему управления рулём высоты, признаки отказа авиационной техники в аварийном полёте отсутствуют.
17 апреля 2015 года проект Окончательного отчёта расследования был подписан всеми членами комиссии без замечаний, включая представителя Росавиации. Окончательный отчёт был также полностью согласован со всеми странами, принимавшими участие в расследовании (США, Великобритания, Бермудские острова и Франция).
Однако уже в июне 2015 года представитель Росавиации в Комиссии по расследованию отозвал свою подпись. Ведомство вновь настаивало на прежней версии трагедии — отказ системы управления рулём высоты. Как сообщали источники СМИ: «По неизвестным причинам Росавиация упёрлась со своим особым мнением о заклинивании рулей высоты. Объяснить эту позицию невозможно, поскольку во всём мире эти самолёты летают, вопросов нет, никто никогда с таким явлением не сталкивался».
В ноябре 2015 года в связи с этим заявлением Росавиации МАК приостановил действие в Российской Федерации сертификатов на самолёты семейства Boeing 737. Однако Росавиация просто отказалась исполнять решение МАК без всяких аргументов. 6 ноября глава Росавиации Александр Нерадько заявил, что оснований для прекращения эксплуатации Boeing 737 в России нет.
23 декабря 2015 года МАК опубликовал окончательный отчёт расследования с особым мнением представителя Росавиации и ответами на него МАК и страны-разработчика и изготовителя самолёта.
Причиной катастрофы самолёта Boeing 737-500 VQ-BBN явились системные недостатки в выявлении факторов опасности и контроле уровня риска, а также неработоспособность системы управления безопасностью полётов в авиакомпании и отсутствие контроля за уровнем подготовки членов экипажа со стороны авиационных властей всех уровней (Татарское МТУ ВТ, Росавиация), что привело к допуску к полётам неподготовленного экипажа.
При уходе на второй круг экипаж не распознал факт отключения автопилота и допустил попадание самолёта в сложное пространственное положение на кабрирование («NOSE UP UPSET»). Отсутствие у КВС (пилотирующего пилота) навыков вывода самолёта из сложного пространственного положения («UPSET RECOVERY») привело к созданию им значительной отрицательной перегрузки, потере пространственной ориентировки и переводу самолёта в крутое пикирование (угол тангажа на пикирование до 75°) вплоть до столкновения с землёй.
Необходимость ухода на второй круг была вызвана непосадочным положением самолёта при выходе к взлётно-посадочной полосе, которое стало следствием эффекта «сдвига карты» («MAP SHIFT», погрешность в определении местоположения самолёта бортовыми системами) на величину около 4 км, неспособности экипажа в данных условиях к комплексному самолётовождению и ведению навигации с требуемой точностью, а также отсутствия активной помощи со стороны службы ОВД при длительном наблюдении значительных отклонений от схемы захода на посадку.
Авиационное происшествие явилось следствием сочетания следующих факторов:
1. Отсутствие у КВС первоначальной лётной подготовки.
2. Допуск к переучиванию на Boeing 737 членов лётного экипажа, не в полной мере удовлетворяющих квалификационным требованиям для направления на переучивание, в том числе по английскому языку.
3. Методическое несовершенство процесса переучивания, формальный контроль за результатами и качеством переучивания.
4. Низкий уровень организации лётной работы в авиакомпании, что привело к неустранению выявляемых в течение длительного времени недостатков в работе с навигационным оборудованием, технике пилотирования и взаимодействии членов экипажа, в том числе при уходе на второй круг.
5. Систематическое нарушение режима труда и отдыха членов экипажа и большая задолженность по отпускам, что могло привести к накоплению усталости и негативно повлиять на работоспособность членов экипажа.
6. Отсутствие в программах тренажёрной подготовки элемента ухода на второй круг с промежуточной высоты с двумя работающими двигателями.
7. Повышенное психоэмоциональное напряжение членов экипажа перед уходом на второй круг из-за длительной неспособности определить местоположение самолёта с необходимой для производства посадки точностью.
8. Нарушение принципа «Управляй самолётом — Осуществляй навигацию — Веди радиосвязь (AVIATE — NAVIGATE — COMMUNICATE)» как со стороны экипажа, так и стороны службы ОВД, что привело к невыполнению экипажем стандартных операционных процедур на этапе ухода на второй круг из-за длительного отвлечения второго пилота от выполнения своих обязанностей и контроля параметров полёта.
9. Нераспознание экипажем факта отключения автопилота и позднее вмешательство в управление самолётом, что привело к попаданию самолёта в сложное пространственное положение на кабрирование («NOSE UP UPSET»).
10. Несовершенство применяемых программ тренажёрной подготовки по выводу самолёта из сложного пространственного положения («UPSET RECOVERY») и критериев оценки её качества, что привело к неспособности экипажа восстановить пространственное положение самолёта.
11. Возможное влияние соматогравитационных иллюзий.

Невыполнение рекомендаций комиссий по расследованию авиационных происшествий, имевших место ранее, направленных на устранение факторов опасности и контроль уровня риска, связанных с:
1. отсутствием должной системы контроля за выдачей пилотских свидетельств, соответствием подготовки членов экипажа установленным требованием и присвоением квалификационных отметок;
2. неработоспособностью систем управления безопасностью полётов в авиакомпаниях, отсутствием методических рекомендаций по их разработке и утверждению, формальным подходом к утверждению/согласованию систем управления безопасностью полётов и программ подготовки лётного состава со стороны уполномоченного органа;
3. несовершенством работы АУЦ и фактическим отсутствием контроля за результатами переучивания;
4. отсутствием требований к лётному составу по знанию английского языка для переучивания на зарубежные типы ВС и формальный подход к проверке уровня языковых знаний;
5. формальным подходом к проведению периодических и квалификационных проверок лётного состава;
6. систематическим нарушением режима труда и отдыха лётного состава;
7. недостаточной подготовкой лётного состава для ухода на второй круг с промежуточной высоты, пилотирования самолёта в штурвальном (ручном) режиме и при выводе из сложного пространственного положения;
8. возникновением на необорудованных GPS воздушных судах эффекта «сдвига карты» и недостаточная подготовка членов экипажа к выполнению полётов в этих условиях;
9. необходимостью активной помощи экипажу со стороны службы ОВД при обнаружении существенных длительных отклонений от установленных схем;
10. нарушением принципа «Управляй самолётом — Осуществляй навигацию — Веди радиосвязь (AVIATE-NAVIGATE-COMMUNICATE)»,

не позволило предотвратить данное авиационное происшествие.

## Уголовное дело
17 ноября 2013 года следственными органами Приволжского следственного управления на транспорте Следственного комитета Российской Федерации было возбуждено уголовное дело по признакам преступления, предусмотренного ч. 3 ст. 263 УК РФ («Нарушение правил безопасности движения и эксплуатации воздушного транспорта, повлёкшие по неосторожности смерть двух или более лиц»). 19 ноября 2013 года по указанию председателя СК России уголовное дело было передано для расследования в Главное следственное управление СК России.
6 декабря 2013 года следователи провели обыск в казанском здании Росавиации. Официальный представитель СК РФ Владимир Маркин сообщил в этой связи:

Командир самолёта Рустем Салихов имел специальность штурмана воздушного судна, а затем он якобы получил свидетельство пилота коммерческой авиации в одном из авиационных учебных центров, лицензированных Росавиацией. У следствия возникли сомнения в законности деятельности указанных центров, которые в настоящее время ликвидированы.

31 марта 2014 года в связи с обнаруженными следствием нарушениями Росавиация расформировала своё региональное подразделение в Татарстане.
В середине ноября 2015 года с бывшего генерального директора авиакомпании «Татарстан» (АКТ) Валерия Портнова была взята подписка о невыезде — будучи лётным директором АКТ, Портнов допустил к полётам пилота Рустема Салихова (командира экипажа рейса U9-363), который, по официальной версии, незаконно получил свидетельство пилота коммерческой авиации. Следствие установило, что, несмотря на записи в лётной книжке, КВС не проходил квалификационную проверку и упражнение по уходу на второй круг. Также было установлено, что КВС имел поддельное свидетельство коммерческого пилота гражданской авиации, а также соответствующий диплом, которые он приобрёл у установленного следствием лица ещё в 2009 году.
В ноябре 2019 уголовное дело по факту катастрофы было прекращено. СК РФ согласился с выводами технической комиссии о том, что в катастрофе виноват экипаж, и прекратил уголовное преследование в связи с гибелью пилотов.
Уголовное дело в отношении бывшего генерального директора авиакомпании «Татарстан» Валерия Портнова, заместителя директора летной службы (шеф-пилот) Виктора Фомина по статье «Нарушение правил безопасности движения и эксплуатации воздушного транспорта, повлекшее по неосторожности смерть двух и более лиц», а также бывшего руководителя Татарского межрегионального территориального управления воздушного транспорта Росавиации Шавката Умарова по статье «Халатность, повлекшая по неосторожности смерть двух или более лиц» было передано в суд в декабре 2019 года. По данным следствия, Портнов направил в 2009 году поддельные документы в отношении Салихова в Татарское межрегиональное управление Росавиации, а Умаров не проверил подлинность свидетельства пилота. Кроме того, по данным следствия, в процессе работы Портнов и Фомин не обеспечили должную подготовку Салихова, а вместо этого направили неподготовленного пилота на получение статуса командира экипажа. Однако в январе 2020 года Лаишевский районный суд Татарстана прекратил данное уголовное дело в связи с истечением срока давности.

## Последствия катастрофы
19 декабря 2013 года был издан приказ Росавиации, по которому с 31 декабря 2013 года сертификат эксплуатанта ОАО «Авиакомпания „Татарстан“» аннулирован.
17 ноября 2014 года в аэропорту столицы Татарстана была открыта стела с именами погибших в катастрофе рейса 363.
17 ноября 2015 года в аэропорту Казани состоялся траурный митинг. В мероприятии приняли участие премьер-министр Татарстана Ильдар Халиков, начальник управления ГИБДД МВД по РТ Рифкат Минниханов и родственники погибших.
В связи с аппаратным конфликтом между МАК и Росавиацией, проявившемся в ходе расследования причин катастрофы рейса 363, в ноябре 2015 года российские СМИ сообщили о возможной передаче полномочий МАК к Росавиации.

## Ущерб и компенсации
Самолёт был застрахован на 580 000 000 рублей, экипаж — на 100 000 рублей каждый. Общая сумма выплат по страхованию составила 9 500 000 $ или примерно 313 000 000 рублей. По страхованию ответственности перевозчика перед пассажирами страховая компания выплатила семьям 44 погибших пассажиров по 2 025 000 рублей. Семьям погибших предполагалось выплатить по 3 000 000 рублей, а семьи погибших москвичей должны были дополнительно получить 1 000 000 рублей от мэрии города.
Родственники нескольких погибших членов экипажа заявили о намерении судиться с компанией «Татарстан» по поводу низких страховых сумм, на которые был застрахован экипаж рейса 363. По состоянию на апрель 2017 года суды о взысканиях компенсаций ещё продолжались.